# Atharvaveda
De Atharvaveda (Devanagari: अथर्ववेद) is de Veda van rituelen uit de tradities van genezing en magie, voorgedragen door de brahmana. Het wijkt daarmee af van de liturgische traditie van de eerste drie Veda's en viel aanvankelijk ook buiten deze trayi vidya of drievoudige kennis. Indelingen uit de Vedische tijd waren nog niet uitgekristalliseerd en gingen soms van drie delen (trayt) uit zonder de Atharvaveda, soms van vier delen (Chaturveda) en regelmatig ook van vijf delen. Dit laatste volgde uit de reformatie van de rituelen door de Kuru's. Pas rond de tijd van Panini, de Pali-canon en Patanjali was er sprake van een canon dat op de uiteindelijke vorm begon te lijken. Pas in de Middeleeuwen werden volledigere lijsten van Vedische werken en scholen opgesteld, zoals de Prapañcahṛdaya. Mogelijk werden de formules uit de Atharvaveda pas later als een collectie gezien en pas toen als vierde veda geaccepteerd. Dit hing mogelijk samen met de veranderende positie van de brahmanen, die onder meer tijdens de sramanabeweging hun dominante rol dreigden te verliezen en de formules gebruikten om deze terug te krijgen.:225-240
In de Shankhyana-Grhyasoetra wordt de Atharvaveda aangeduid als Brahmaveda.
De Atharvaveda bestaat deels uit verzen uit de Rigveda. Er zijn twee recensies of shakha's overgeleverd, Saunaka, en Paippalada.
De Atharvaveda-Samhita is aangevuld met de Gopatha-Brahmana en Upanishads als de Mundaka-Upanishad en de Mandukya-Upanishad, maar veel Upanishads zijn later kunstmatig toegevoegd aan de Atharvaveda. Ook de Vaitana-Srautasoetra wordt hier wel toe gerekend.
De Angirasakalpa van de Atharvaveda noemt tien soorten rites::225
- śāntika, om kwaad af te wenden
- pauṣṭika, om welvaart te bevorderen
- vaśa, om anderen te onderwerpen met spreuken
- stambhana, om te hinderen of verlammen
- mohana, om te verbijsteren
- dveṣaṇa, om haat teweeg te brengen
- uccāṭana, om uit te roeien
- māraṇa, om te doden
- ākarṣaṇa, om te verleiden
- vidrāvaṇa, om af te schrikken